# امی بیلی
امی مارینا بیلی Amy marina bailey متولد ۲۴ اکتبر ۱۹۷۵ در تگزاس بازیگر و تهیه‌کننده انگلیسی آمریکایی است. 

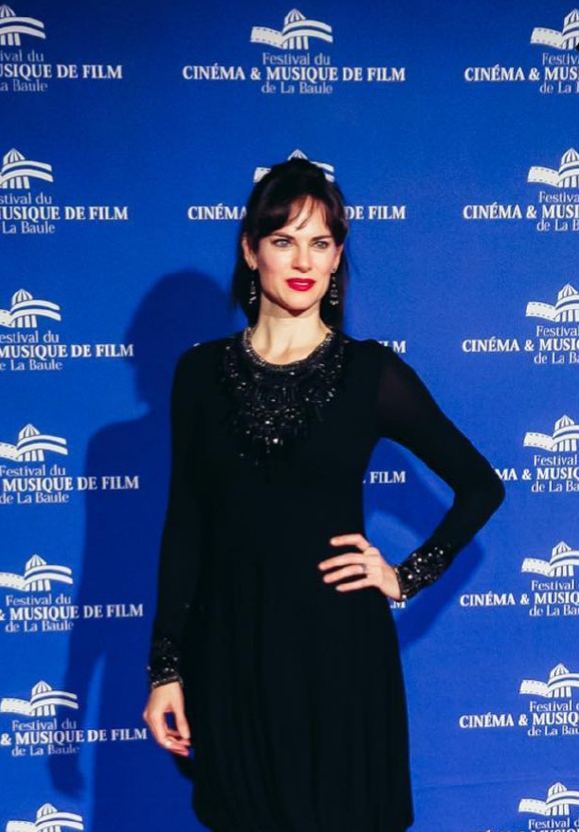
Amy bailey on red carpet on 5th edition of festival cinema and music de la baule

## زندگی‌نامه
امی مارینا بیلی (متولد۲۴ اکتبر ۱۹۷۵ در تگزاس آمریکا) بازیگر، تهیه‌کننده و یک شهروند دو تابعیتی ایالات متحده و انگلیس است. او درجوانی رقص باله را در هیوستون فرا گرفت. در نوجوانی با تئاتر باله جفری در نیویورک و تئاتر باله لندن در انگلیس برنامه اجرا کرد. امی برای چندین سال در انگلیس و خارج از کشور، یک بالرن حرفه ای بود، علاوه بر این با مربیانی از سیرک دو سولیل تمرین می‌کرد و به مدت ۶ سال در سراسر جهان به عنوان آکروبات و هوایی فعالیت می‌کرد.

## آغاز فعالیت
امی فعالیت بازیگری خود را در تئاتر آغاز کرد. تهدید سه‌گانه، او پیشنهادهای عجیب غریب برای بازی در نقش‌ها دریافت کرده بود، نظیر موزیکال‌های West Endمانند تهیه‌کنندگان و (مردان و عروسک‌ها)، با بازی مجدد وودی الن،sam,که دو مورد آخر که نامزد بهترین بازیگر نقش اول زن را برایoff west دریافت کرد. امی اولین بازیگری بود که بعد از دایان کیتون در یک صحنه بریتانیایی نقش «لیندا» را مجدداً تکرار کرد.
وی به خاطر نقش آفرینی در فیلم اقتباسی از موسیقی نود با بازی دانیل دی لوئیس و نیکول کیدمن و همچنین برای بازی در فیلم آلیس در سرزمین عجایب ساخته تیم برتون مورد تمجید قرار گرفت. در ادامه به خاطر بازی در نقش ملکه(Kwenthrith)در سه فصل ازسریال محبوب وایکینگ‌ها برندهٔ چندین جایزه شد. امی بویژه برای بازی در نقش کلمنتاین
در سریالDominion و به عنوان مهمان ستاره دار در شوی نوبت کمدیKarina Volskyمورد علاقهٔ هواداران قرار گرفت. وی همچنین ایفاء گر نقش یک شخصیت به نام کایلا در بازیBlood & Truth محصول شرکت سونی است. امی با چندین برند مد همکاری می‌کند و در یک فیلم کوتاه برنده جایزه ایتالیایی Vogue برای بازی در مجموعه "Chiara Skura" طراح ماریوس شواب شد.